# Chimarra altmani
Chimarra altmani is een schietmot uit de familie Philopotamidae. De soort komt voor in het Neotropisch gebied.